# 圣厄斯塔什 (上萨瓦省)
圣厄斯塔什（法語：Saint-Eustache，法語發音：[sɛ̃t‿østaʃ] ⓘ）是法国上萨瓦省的一个市镇，属于阿讷西区。

## 地理
圣厄斯塔什（45°47'45"N, 6°8'54"E）面积10.54 平方千米，位于法国奥弗涅-罗讷-阿尔卑斯大区上萨瓦省，该省份为法国东部省份，历史上为薩伏依的一部分，北与瑞士接壤，西接安省，南至萨瓦省，东与瑞士和意大利接壤。
与圣厄斯塔什接壤的市镇（或旧市镇、城区）包括：拉沙佩勒圣莫里斯、昂特勒韦尔讷、莱绍、圣若里奥、维于拉谢萨。

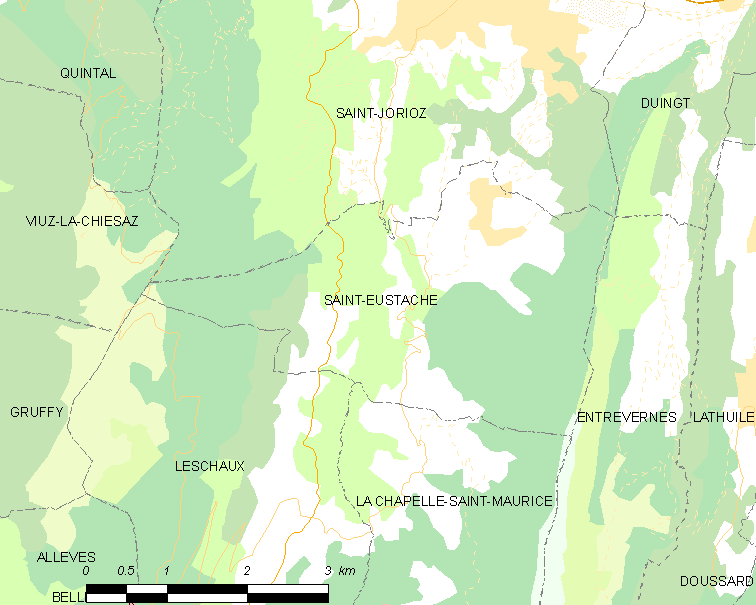
的OSM定位图

圣厄斯塔什的时区为UTC+01:00、UTC+02:00（夏令时）。

## 行政
圣厄斯塔什的邮政编码为74410，INSEE市镇编码为74232。

## 政治
圣厄斯塔什所属的省级选区为阿讷西第四县。

## 人口

1962-2008年间人口变化图示

圣厄斯塔什于2022年1月1日时的人口数量为486人。